# San Giorgio al Lambro
San Giorgio al Lambro (Cassin de San Giorg al Lamber in dialetto brianzolo) è dal 1757 una piccola frazione del comune di Biassono, in Brianza, nella regione Lombardia.
È collocata sulla sponda destra, chiamata Alzaia, del fiume Lambro, a ridosso delle mura di nord-est del Parco di Monza e al confine con i comuni di  Arcore e di Villasanta.

## Storia
Il borgo sembra avere origini molto antiche, poiché si trova lungo il fiume Lambro, in una zona anticamente prescelta e ideale per l'impianto di mulini e lavanderie.
Gran parte dei terreni erano di proprietà dei marchesi Crevenna, feudatari di Biassono.
Sono ancora visibili oggi i resti di canali molitori e di mulini fluviali, nonché un porticato con colonne dei secoli XIV-XV.
Anticamente la frazione era un comune autonomo tra il territorio di Biassono e quello di Villa San Fiorano, ma già nel compartimento territoriale dello Stato di Milano, editto 10 giugno 1757, il comune di Biassono con l'unita Cassina San Giorgio al Lambro risulta inserito nella Pieve di Desio, essendo intervenuta la fusione delle due comunità per ordine dell'imperatrice Maria Teresa.
Negli ultimi decenni dell'Ottocento furono effettuati importanti ritrovamenti di epoca romana, in località Mondina (presso la Cascina Monzina, architettura scomparsa del Parco di Monza), attualmente visibili al Museo archeologico di Milano.
La chiesa parrocchiale sorge sul luogo in cui esisteva un antico oratorio dedicato a San Giorgio.
All'interno è presente anche una particolare Madonna lignea.

## Porta San Giorgio
Nel suo territorio si trova la Porta San Giorgio del Parco di Monza, uno dei principali accessi, che prende appunto il nome da questa località.
Permette di accedere al Golf Club interno e all'Autodromo Nazionale.